# Parque Metropolitano Biblioteca El Tintal
El Parque Metropolitano Biblioteca El Tintal se ubica en la localidad de Kennedy en el suroccidente de Bogotá. Este se ha constituido en un centro de recreación y cultura para las localidades de la zona. Se puede llegar a este parque a través del sistema TransMilenio de la ciudad, "Biblioteca Tintal" es la estación más cercana al lugar.
En este predio se realizan frecuentemente actividades artísticas, comerciales, deportivas y educativas para las ampliamente pobladas localidades de Kennedy, Fontibón y Bosa.
Sus áreas verdes la conforman un circuito de ciclorrutas y pistas para bicicrós y patineta.
El parque se caracteriza por su Biblioteca la cual fue construida en la antigua planta de transferencias de basuras. El arquitecto Daniel Bermúdez Samper elaboró su diseño de cortes geométricos rodeado de las urbanizaciones residenciales de la zonas. Además el parque está conformado por una pequeñas 'colinas' de cemento donde los visitantes pueden relajase a leer al aire libre.
En las cercanías del parque se encuentra el Centro Comercial Tintal Plaza, siendo este uno de los principales puntos de encuentro de la zona.